# 뉴욕의 예술 단체
뉴욕을 본부로 하는 예술 단체는 다음과 같다.
- 아메리칸 댄스 패스티벌
- 브롱크스 카운슬 온 디 아츠
- 브루클린 음악 협회
- 브루클린 역사적 철도 협회
- 도시 공원 재단
- 크리애이티브 타임
- 링컨 센터
- 지방 예술 사회 협회
- 뉴욕 예술 재단
- 미국 공공 극장